# Орлов Євген Володимирович
Євген Володимирович Орлов — український військовослужбовець, солдат Збройних сил України, учасник російсько-української війни. Кавалер ордена «За мужність» III ступеня (2023).

## Життєпис
Народився 5 лютого 1985 року.
Служив парамедиком в 2 роті, 1 батальйону 47ОМБр.
Загинув у віці 38 років під час українського контрнаступу в районі села Мала Токмачка Полоівського району Запорізької області.
Нагороджений орденом «За мужність» III ступеня (2023) посмертно.